# マメジカ属
マメジカ属（Tragulus）は鯨偶蹄目マメジカ科の属。体重は0.7-0.8kgで、体長は40-75cmであり、最も小さい偶蹄類であるが、最大種はロイヤルアンテロープ属 Neotagusよりも大きい。分布は東南アジアから中国南端、フィリピン、ジャワ島に限定されている。
以下の最新の分類は変更するものであり、この属のいくつかの種はほとんど研究が成されていない。しかし全ての種が主に夜行性で、植物食であり、深い森の中に住む。単独性またはつがいで暮らし、雄は犬歯が長くなっており、闘いに用いられる。（両性とも角はない。）マメジカ科の他の属と異なり、本属には、上部に明瞭な薄い縞模様や斑点が無い。

## 分類
伝統的に、マメジカ属は2種（T.napuとT.jabanicus）のみと考えられてきたが、2004年以降は以下の6種に再編されている。
- ジャワマメジカ (Tragulus javanicus)
- ヒメマメジカ (Tragulus kanchil)
- オオマメジカ (Tragulus napu)
- フィリピンマメジカ (Tragulus nigricans)
- ベトナムマメジカ (Tragulus versicolor)
- ウィリアムソンマメジカ (Tragulus williamsoni)